# Байройтський фестиваль
Байройтський фестиваль (нім. Bayreuther Festspiele) — музичний фестиваль, що проводиться щорічно в Байройті, на якому представлені вистави опер німецького композитора ХІХ століття Ріхарда Вагнера. Сам Вагнер замислив і пропагував ідею спеціального фестивалю, щоб показати свої власні твори, зокрема свій монументальний цикл Перстень Нібелунга і Парсіфаль. Фестиваль був заснований Вагнером у 1876 році й проводиться під керівництвом його сім'ї з часу його смерті. Хоча він спочатку не проводився щорічно, він проходив у липні та серпні кожного року, починаючи з 75-річного сезону 1951 року. Місце його проведення — Bayreuth Festspielhaus, який був побудований для першого фестивалю. Учасники фестивалю часто розглядаються як паломництво, здійснене прихильниками Вагнера.
Номінально фестивалем керує так зване «Товариство друзів Байройту» (нім. Gesellschaft der Freunde von Bayreuth e.V.), реальним керівником є Фонд Ріхарда Вагнера (нім. Richard-Wagner-Stiftung), котрим володіє сімейний консорціум нащадків Вагнера. На фестивалі збирається як правило публіка національно-патріотичної орієнтації із сфер політики, мистецтва та шоу-бізнесу.
Вистави відбуваються в спеціально розробленому театрі — Bayreuth Festspielhaus. Вагнер особисто керував дизайном і будівництвом театру, який містив багато архітектурних нововведень для розміщення величезних оркестрів, про які писав Вагнер, а також певне бачення композитора щодо постановки його творів. Фестиваль став місцем паломництва для вагнерійців та любителів класичної музики.

## Витоки
Витоки самого Фестивалю полягають у зацікавленості Річарда Вагнера у його власній фінансовій незалежності. Стосунки зі своїм покровителем Людвігом II Баварським призвели до вигнання його з Мюнхена, де він спочатку мав намір розпочати фестиваль. Наступним Вагнер розглядав Нюрнберг, що посилило б тематичну значимість таких творів як «Мейстерзинги». Однак, за порадою Ганса Ріхтера, увага приділялася Байройту, який користувався трьома різними перевагами.
По-перше, місто могло похвалитися чудовим місцем проведення: Маркграфським Оперним театром, збудований для марграфа Фредеріка та його дружини Фредеріки (сестри Фрідріха Великого) у 1747 році. Достатня ємність та сильна акустика оперного театру були хорошим поєднанням для Вагнерівського бачення. По-друге, місто Байройт опинилося за межами регіонів, де Вагнер не володів правами на виконання його власних робіт, які він розпродав у 1864 році, щоб полегшити нагальні фінансові проблеми. Нарешті, у місті не було культурного життя, яке могло б запропонувати конкуренцію власному мистецькому домінуванню Вагнера. Колись фестиваль, який розпочнеться, стане домінуючою рисою культурного ландшафту Байройта.
У квітні 1870 року Вагнер з дружиною відвідали Байройт. Оперний театр виявився невідповідним задуму. Він був збудований для розміщення оркестрів бароко 18 століття, а тому був непридатним для складних постановок та великих оркестрів, необхідних операм Вагнера. Тим не менше, бургомістри виявились відкритими для допомоги Вагнеру в будівництві абсолютно нового театру, і Фестиваль планувався на 1873 рік. Після безрезультатної зустрічі весною 1871 року з канцлером Німеччини Отто фон Бісмарком для отримання коштів Вагнер взявся за тур зі збору коштів по Німеччині, включаючи Лейпциг та Франкфурт.
Початкова публічна підписка була невтішною, доки Вагнер, за пропозицією свого друга і шанувальника Еміля Хекеля, не запустив створення ряду товариств Вагнера для збільшення участі у підписці на фестиваль. Товариства були створені в Лейпцигу, Берліні, Відні та інших місцях.
Незважаючи на прямі заклики, засновані на ролі Вагнера як композитора нового німецького Рейху, товариства та інші канали збору коштів були недостатніми для потрібної суми до кінця 1872 р. Вагнер ще раз звернувся в серпні 1873 року до Бісмарка, але йому знову було відмовлено.
Зневірений Вагнер звернувся до свого колишнього мецената Людвіга II, який неохоче погодився допомогти. У січні 1874 р. Людвіг надав 100 000 талерів, після чого  розпочалось будівництво театру, спроектованого архітектором Готфрідом Земпером. Плановий дебют на 1875 рік був відкладений на рік через будівництво та інші затримки.

## Рання історія
З моменту відкриття у 1876 році фестиваль Байройт був явищем соціокультурним. Відкриття відбулось 13 серпня 1876 р. з виконання симфонії Хорал Бетховена, традиція якої повторюється на кожному відкритті з тих пір. Потім була представлена опера «Золото Рейну» вперше у повному обсязі. Присутні на цьому унікальному музичному заході були кайзер Вільгельм, Педру II (імператор Бразилії), король Людвіг (який відвідував таємно, напевно, щоб уникнути кайзера), та інші члени знаті, а також філософ Фрідріх Ніцше, який доклав багато зусиль, щоб допомагаючи своєму тодішньому доброму другу Вагнеру створити фестиваль  та таких досконалих композиторів, як Антон Брукнер, Едвард Гріг, Петро Чайковський, Франц Ліст та молодий Артур Фут.
Художньо фестиваль мав успіх. («У Байройті сталося щось, про що ще пам’ятатимуть наші онуки та їхні діти», — написав Чайковський, відвідуючи фестиваль як російський кореспондент.) Фінансово, однак, фестиваль був катастрофою. Вагнер відмовився від свого первісного плану провести другий фестиваль наступного року і поїхав до Лондона, щоб провести серію концертів, намагаючись компенсувати втрати. Незважаючи на те, що фестиваль зазнав фінансових проблем у перші роки, він пережив державне втручання та постійну підтримку впливових вагнерійців, включаючи баварського короля Людвіга II.
З моменту створення фестиваль залучав провідних диригентів та співаків, багато з яких виступали без оплати. Серед них був Ганс Ріхтер, який провів прем’єру циклу Персня в 1876 р. Іншим був талановитий диригент Герман Леві, якого особисто обрав Річард Вагнер для проведення дебюту Парсифаля у 1882 р. за сприяння молодого Енгельберта Гумпердінка.
Після смерті Вагнера його вдова Козіма продовжувала вести фестиваль через один або, частіше, дворічні інтервали. Вона поступово представила решту опер, які завершують Байройтський канон останніх десяти завершених опер Вагнера. Леві залишався головним диригентом фестивалю протягом наступних двох десятиліть. Фелікс Моттл, який брав участь у фестивалі з 1876 по 1901 рік, проводив там «Трістана та Ізольду» в 1886 р. До 1920-х виступи були суворо відповідали традиціям, встановлених під заступництвом короля Людвіга. Жодна нота не була «вирізана» з жодного з величезних балів; жодних поступок не було зроблено в межах людського терпіння з боку аудиторії. Козіма Вагнер зберегла постановки Парсіфаль і Персня так само, як і у дні Вагнера.
Після виходу на пенсію Козіми у 1906 році Зіґфрід Вагнер взяв на себе керівництво фестивалем, представивши нові стилі постановки та виступу. Його рання смерть у 1930 році залишила Фестиваль в руках дружини, англійки за походженням, Вініфреди Вагнер, а Гайнц Тіт'єн був художнім керівником.

## Фестиваль під нацистською Німеччиною
У 1920-х роках, задовго до піднесення нацистської партії, Уініфред Вагнер стала прихильницею і близьким особистим другом Адольфа Гітлера. Фестиваль зберігав деяку мистецьку незалежність під Третім Рейхом. За іронією долі, Гітлер відвідував виступи, які включали єврейських та іноземних співаків, задовго після того, як їх заборонили на всіх інших майданчиках по всій Німеччині. Вплив Уініфред на Гітлера був настільки сильним, що Гітлер навіть написав лист (на її прохання) антифашистському італійському диригенту Артуро Тосканіні, прохаючи його очолити фестиваль. Тосканіні відмовився. З 1933 по 1942 рік фестиваль в основному проводив Карл Ельмендорф. Саме під Третім Рейхом фестиваль зробив свій перший відрив від традицій, відмовившись від настанов Ріхарда Вагнера.  Багато людей протестували проти змін, включаючи видатних диригентів, таких як Тосканіні та Ріхард Штраус, і навіть деякі члени родини Вагнера. На їхню думку, будь-яка зміна фестивалю була профанацією проти «Майстра» (Вагнера). Тим не менше Гітлер схвалив зміни, тим самим проклавши шлях до нових інновацій у наступні десятиліття.
Під час війни фестиваль був переданий нацистській партії, яка продовжувала спонсорувати опери для поранених солдатів, що поверталися з фронту. Ці солдати були вимушені відвідувати лекції про Вагнера перед виступами, і більшість вважали фестиваль стомлюючим.  Однак, як «гості фюрера», ніхто не скаржився.

### Байройтський меморіал

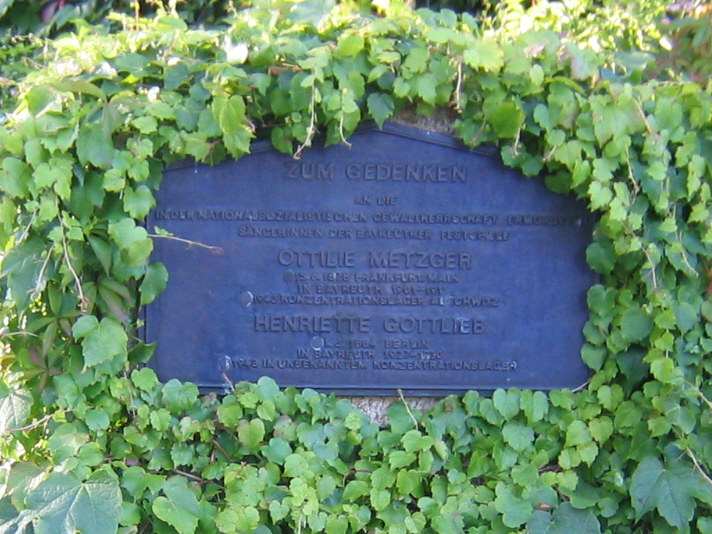
Меморіал єврейським співакам у Байройтському парку

Протягом 1970-х років Уініфред Вагнер неодноразово зверталась з клопотанням про встановлення меморіалу єврейським співакам на фестивалі Байройта, які були вбиті у концтаборах . Нарешті встановлено меморіальну дошку в честь Оттілі Мецгер-Латтерманн та Генріетти Готліб після смерті Уініфред.

## Новий фестиваль
Дві третини містечка Байройт були знищені американськими бомбардувальниками в останні дні Другої світової війни, забравши з собою ротонду, вітальню та кімнату для гостей, хоча сам театр був непошкоджений. Після війни Уініфред Вагнер була засуджена на випробування військовим судом за підтримку нацистської партії. Суд також заборонив їй керувати фестивалем у Байройт та його активами, що врешті-решт потрапили до її двох синів, Вольфганга та Віленда.
Під час американської окупації регіону після Другої світової війни театр використовувався для армійського відпочинку та релігійних служб для американських солдатів. Допускалися лише популярні концерти та змішані розваги: комедію, танці, акробатику, а потім була поставлена лише Кажана.
Коли Будинок фестивалю був переданий місту Байройт у 1946 році, його використовували для концертів симфонічного оркестру Байройта та виступів таких опер як «Фіделіо», «Низини», «Мадам Батерфляй» та «Травіата», і розпочались розмови про відновлення Вагнерійського фестивалю. Нарешті, він відкрився 29 липня 1951 року, як завжди, виступом оркестру диригентом Вільгельмом Фуртванглером з 9-ї симфонії Бетховена, після чого відбувся перший післявоєнний спектакль опери Вагнера Парсіфаль.
Під керівництвом Віленда Вагнера «Новий Байройт» розпочав епоху, яка була не менш революційною. Вперше за всю свою історію байройтська аудиторія освистувала виконавців наприкінці постановок. Позбавлені розмаху, консерватори розглядали порушення «священної німецької традиції» як обурення
. Віланд відстоював зміни як спробу створити «невидиму сцену», яка дозволила б глядачам пережити повний психосоціальний аспект драми без багажу та відволікання на вишукані сценографії. Інші припускають, що, знімаючи у творах Вагнера їхні німецькі та історичні елементи, Віланд намагався дистанціювати Байройт від його націоналістичного минулого та створити постановки з загальною привабливістю. З часом багато критиків оцінили неповторну красу Віландського переосмислення творів його діда. 
Якщо постановки Віленда були радикальними, то Вольфганг був регресивним. Хоча все ще мінімалістичний у підході, Вольфганг воскресив значну частину натуралістичних та романтичних елементів довоєнних постановок. Таким чином, коли Віланд передчасно помер від раку легенів у 1966 році, багато хто замислювався, чи є у Байройта майбутнє. Вони почали ставити під сумнів першість Байройта серед німецьких оперних театрів, а деякі припускали, що більш цікаві постановки ставляться в інших місцях.
Щоб розширити свою аудиторію, фестиваль проводив виступи в Парижі та Барселоні у 1955 році, виконуючи «Парсіфаль», «Валькірію» та «Трістан і Ізольду».
У 1973 році, зіткнувшись з надзвичайною критикою та сімейними сутичками, фестиваль у Байройті та його активи були передані новоствореному фонду Ріхарда Вагнера. До складу ради директорів входили члени родини Вагнера та інші особи, призначені державою. Як голова Вольфганг Вагнер залишався відповідальним за керування фестивалем.

### Майстерня Байройта
Поки Вольфганг Вагнер продовжував адмініструвати фестиваль, починаючи з 1970-х, виробництвом займалися ряд нових режисерів. Ідея полягала в тому, щоб фестиваль став можливістю режисерів експериментувати з новими методами представлення опер. Це також дало можливість Байройту поновити себе з кожною постановкою, а не продовжувати презентувати одні й ті ж опери з року в рік. 
Найбільш сенсаційною постановкою у Майстерні Байройт був Столітній цикл персня під керівництвом французького режисера Патріса Шере. Шрео використав оновлену постановку ХІХ століття, яка слідувала за інтерпретацією Бернарда Шоу, який бачив Перстень як соціальний коментар щодо експлуатації робітничого класу заможними капіталістами ХІХ століття.

## ХХІ століття
31 березня 2020 року було оголошено, що через пандемію COVID-19 та витікаючі від цього обмеження фестиваль 2020 року (який повинен відбутися з 25 липня по 30 серпня) був скасований. Новий випуск Персня Нібелунга, ймовірно, буде відкладений до 2022 року. Наприкінці квітня 2020 року фестиваль оголосив, що Катаріна Ваґнер була змушена призупинити свою діяльність через хворобу. Її тимчасовим заступником був призначений Гайнц-Дітер Сенс. У середині вересня 2020 року пані Ваґнер повернулася після одужання і відновила свої управлінські обов'язки.
Фестиваль кожного літа приваблює тисячі шанувальників Вагнера. Придбати квитки дуже важко, оскільки попит (оцінюється в 500 000) значно перевищує пропозицію (58 000 квитків); час очікування — від п'яти до десяти років (або більше). Цей процес передбачає подання форми замовлення кожного літа. Зазвичай кандидати успішно проходять приблизно через десять років. Хоча деякі квитки розподіляються шляхом лотереї, перевагу надають члени Товариства друзів Байройта (фінансові донори), відомі меценати, а також членам регіональним та міжнародним товариств Вагнера, які роздаються власним членам за допомогою лотереї чи готовності платити високий внесок.
У 2011 році було виявлено, що німецький Бундесрехнунгсхоф (федеральна аудиторська служба) розслідував ситуацію, коли лише 40 відсотків квитків були фактично доступні для широкої громадськості.  На початку 2012 року було оголошено, що будуть внесені зміни до системи розподілу, включаючи припинення розподілу товариствам Вагнера (але не враховуючи Товариств друзів Байройта, оскільки вони вносять істотний фінансовий внесок) та зменшення частки, відведеної для туристичних агентів та готелів. В результаті частка квитків, доступних для широкої громадськості, збільшилась до приблизно 65 відсотків від загальної кількості доступних. 
2014 квитки на вісім вистав, включаючи один повний цикл «Персня», були запропоновані виключно в режимі он-лайн, за принципом «хто перший прийшов», без пільгової участі. На чорному ринку ціна за квиток може сягати тисяч євро Адміністрація Фестивалю старанно контролює рух квитків та відстежує сайти, такі як eBay.
Після свого призначення на пост, на фестивалі регулярно з'являється бундесканцлер Ангела Меркель разом з власним чоловіком, одягненим в обов'язковий чорний смокінг.
У 2021 році Оксана Линів стала першою жінкою-диригенткою за всі 145 років історії Байройтського фестивалю, яка диригувала на найпрестижнішому оперному фестивалі світу. У Байройті Оксана виступила з прем'єрою опери «Летючий голландець», на постановці якої вона співпрацювала з Дмитром Черняковим.